# Racotis deportata
Racotis deportata är en fjärilsart som beskrevs av Claude Herbulot 1970. Racotis deportata ingår i släktet Racotis och familjen mätare. Inga underarter finns listade.